# Josef Beneš (jazykovědec)
Josef Beneš (11. ledna 1902 Prachatice – 17. prosince 1984 Praha) byl český antroponomastik a bohemista.

## Život
Vystudoval bohemistiku a germanistiku na Filozofické fakultě Univerzity Karlovy (1930). Vyučoval na středních školách postupně v Prachaticích, Mukačevu, Soběslavi, na Kladně a v Amerlingově učitelském ústavu v Praze. Po 2. světové válce pracoval krátce na ministerstvu školství. Dále vyučoval na různých učilištích a průmyslových školách. Počátkem 60. let vyučoval na Pedagogickém institutu v Liberci, později přednášel na Pedagogické fakultě v Ústí nad Labem.
Od roku 1933 publikoval články o českých příjmeních především v časopise Naše řeč, později též ve Zpravodaji místopisné komise ČSAV (ZMK). Část práce vycházející časopisecky byla zpracována do knihy O českých příjmeních (1962). Bohatý materiál byl v roce 1983 shrnut dcerou Dobravou (provdanou Moldanovou) do knihy Naše příjmení. Z pozůstalosti byla editorkou Marií Novákovou vydána fundamentální práce Německá příjmení u Čechů (1998).
Josef Beneš patří spolu s Vladimírem Šmilauerem, Janem Svobodou a Antonínem Profousem mezi zakladatele a největší představitele české onomastiky a antroponomastiky.

## Dílo
- O českých příjmeních, Praha 1962
- Německá příjmení u Čechů, Ústí nad Labem 1998